# Stazione di Frasso
La stazione di Frasso è una fermata ferroviaria posta sulla linea Priverno-Terracina. Serve la località di Frasso, frazione del comune di Sonnino.
Dal settembre 2012 l'intera linea risulta interrotta in seguito a un evento franoso.
Attualmente (giugno 2025) viene effettuato servizio sostitutivo mediante bus da parte di Trenitalia nei pressi della stazione.